# 昭和四十六年 大久保清の犯罪
『昭和四十六年 大久保清の犯罪』（しょうわよんじゅうろくねん おおくぼきよしのはんざい）は、1983年8月29日の21時02分 - 22時54分にTBS系列で放送された、単発のテレビドラマ。副題は「戦後最大の連続女性誘拐殺人事件」である。

## 概要
1970年代後半から80年代にかけて、土曜ワイド劇場『戦後最大の誘拐 吉展ちゃん事件』（1979年、テレビ朝日系、主演・泉谷しげる）を皮切りに、TBSの実録ドラマシリーズ3作が次々につくられた。本作『昭和四十六年 大久保清の犯罪 戦後最大の連続女性誘拐殺人事件』、『イエスの方舟 イエスと呼ばれた男と19人の女たち』（1985年）、『説得 エホバの証人と輸血拒否事件』（1993年）がそれで、いずれもビートたけしが事件の主役を演じている。制作発表会見は、1983年4月11日に行われる予定であったが、遺族や被害者からクレームが起こり、急遽中止となる出来事もあったが、実録ドラマシリーズ第1作となるこの作品は、筑波昭『昭和四十六年、群馬の春 大久保清の犯罪』（草思社）を原作に、群馬県で8人の女性を殺害した大久保清の半生を描いた。
芸術家やコミュニストを気取って、白い高級車を乗り回し、若い女性を手当たり次第にくどく。そして強姦して殺害する。この芸術家気取り（精神の高みへの願望）と醜悪な性の歪みは、どこからくるものなのか。脚本の池端俊策は、その精神的分裂の根源を大久保清の家族関係のなかに浮かび上がらせた。
この作品でプロデューサーデビューを果たした八木康夫は、お笑い芸人・たけしの毒に惹かれての主役への起用だったといい、その存在感への期待が実録ドラマシリーズを誕生させる。その頃、たけしは『オレたちひょうきん族』（フジテレビ系）などで、人気絶頂のお笑い芸人であり、フジの金曜ドラマシアター第1回放送作品である実録犯罪史シリーズ『金の戦争 ライフル魔殺人事件』（1991年）でも主役を演じ、金嬉老に扮した。
映像ゾフトとしては、ジャパンホームビデオからVHSで販売され（廃盤）、TBSチャンネル、BS-TBSで放送されたこともある。
因みに、たけし率いるたけし軍団に、かつて新大久保清というお笑いタレントが在籍していた。この芸名は、本作の制作時期に彼が弟子入りしたため、たけしの思いつきで付けられた。

## キャスト
犯人とその家族
- 大久保清（36）：ビートたけし
- 大久保敏江（29）（清の妻）：木内みどり
- 大久保キヌ（63）（清の母）：大塚道子
- 大久保善次郎（62）（清の父）：坂野比呂志
- 大久保貞吉（49）（清の兄）：三上寛
- 大久保静乃（当時22）（貞吉の妻）：水島美奈子

事件関係者
- 瀬間宏子（21）（殺人の被害者）：手塚理美
- 瀬間彰（36）（宏子の兄）：辻萬長
- 瀬間好枝（30）（彰の妻）：菅本烈子
- 広島幸枝（18）（ナンパされた女子高生）：志方亜紀子
- 片桐真美（19）（強姦の被害者）：岡本かおり
- 神崎陽子（17）（ナンパされた女子高生）：紗貴めぐみ
- 山村郷子（20）（殺人の被害者）：八神康子
- 大川美知子（17）（殺人の被害者）：川上麻衣子
- 小林孝子（21）（殺人の被害者）：太田あや子
- 森川周蔵（48）（榛名公園の管理人）：奥村公延

捜査陣
- 黒田義男（42）（県警本部捜査一課警部・取調班班長）：佐藤慶
- 桂木（48）（県警本部捜査一課長）：東野英心
- 石原（藤岡警察署捜査課長）：左右田一平
- 藤岡警察署捜査員：粟津號
- 藤岡警察署長：早川雄三

その他
今西正男、木場剛、岡田和子、川村一代、草村礼子、久保晶、寺島幹夫、神山卓三、桑原一人

## スタッフ
- 原作
  - 筑波昭『昭和46年、群馬の春 大久保清の犯罪』草思社、1982年11月。ISBN 978-4794201614。
    - 筑波昭『連続殺人鬼大久保清の犯罪』新潮社〈新潮OH文庫〉、2002年7月。ISBN 978-4102901649。
- 脚本
  - 池端俊策『池端俊策ベストシナリオセレクション2』三一書房、1998年1月。ISBN 978-4380985560。

全てTBSで放送されたビートたけし主演の『あばずれた女神たち』（放送時タイトル『みだらな女神たち』）、『昭和四十六年、大久保清の犯罪』、『イエスの方舟』、『寛延版忠臣蔵』（放送時タイトル『忠臣蔵』）のシナリオを収録。
- 音楽：三宅榛名
- 演出：山泉脩
- 演出補：山津俊一、中野昌宏、高木郁夫、上條晃、杉山登
- プロデューサー：八木康夫
- 制作：堀川とんこう
- 製作著作：TBS